# Псалом 30
Псалом 30 (у масоретській нумерації — 31) — тридцятий псалом Книги псалмів. Авторство традиційно приписується цареві Давидові. Псалом описує довіру до Господа.

## Структура
Псалом поділений на дві частини, які певним чином схожі одна з одною. Спочатку вважалося, що псалом походить з двох різних псалмів.  
Не існує загальної згоди щодо того, як мають бути організовані дві частини. Один із можливих поділів псалому був зроблений Германном Ґункелем:
1. Вірші 2–9: Частина 1: Прохання і побажання
  1. Вірші 2a, 4a і 5c–7: Виявлення довіри
  2. Вірш 9f: Закінчення: Побажання мати можливість співати подячну пісню
2. Вірші 10–25: Частина
  1. Вірш 10a: Вступний «Крик про допомогу»
  2. Вірші 10b–14: Скарга
  3. Вірші 15–19: Довіра до Господа і молитва про знищення ворогів
  4. Вірші 20–25: Радісна заключна частина: подячна пісня

## Текст

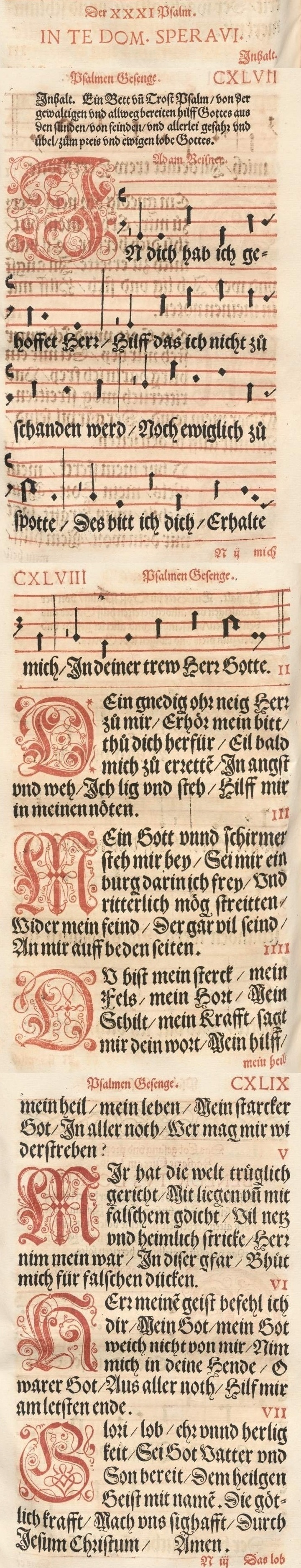
In dich hab ich gehoffet, Herr, Страсбурзький молитовник (1560)

| Вірш | Гебрейська мова                                                           | Давньогрецька мова (Септуаґінта) | Латинська мова (Вульгата) | Українська мова (Переклад Хоменка) |
| ---- | ------------------------------------------------------------------------- | --- | --- | --- |
| 1    | לַמְנַצֵּחַ, מִזְמוֹר לְדָוִד.                                                        | Εἰς τὸ τέλος· ψαλμὸς τῷ Δαυιδ· ἐκστάσεως. | In finem. Psalmus David, pro extasi. | Провідникові хору. Псалом. Давида. |
| 2    | בְּךָ-יְהוָה חָסִיתִי, אַל-אֵבוֹשָׁה לְעוֹלָם; בְּצִדְקָתְךָ פַלְּטֵנִי.                              | ᾿Επὶ σοί, κύριε, ἤλπισα, μὴ καταισχυνθείην εἰς τὸν αἰῶνα· ἐν τῇ δικαιοσύνῃ σου ῥῦσαί με καὶ ἐξελοῦ με.                                                    | [In te, Domine, speravi; non confundar in æternum: in justitia tua libera me.                                                                   | До тебе, Господи, я прибігаю; не дай мені осоромитися повіки, у твоїй справедливості визволь мене!                                     |
| 3    | הַטֵּה אֵלַי, אָזְנְךָ-- מְהֵרָה הַצִּילֵנִי:הֱיֵה לִי, לְצוּר-מָעוֹז--לְבֵית מְצוּדוֹת; לְהוֹשִׁיעֵנִי.     | κλῖνον πρός με τὸ οὖς σου, τάχυνον τοῦ ἐξελέσθαι με· γενοῦ μοι εἰς θεὸν ὑπερασπιστὴν καὶ εἰς οἶκον καταφυγῆς τοῦ σῶσαί με.                                | Inclina ad me aurem tuam; accelera ut eruas me. Esto mihi in Deum protectorem, et in domum refugii, ut salvum me facias:                        | Нахили до мене твоє вухо, спаси мене притьмом, будь скелею прибіжища для мене, твердинею міцною, щоб мене урятувати!                   |
| 4    | כִּי-סַלְעִי וּמְצוּדָתִי אָתָּה; וּלְמַעַן שִׁמְךָ, תַּנְחֵנִי וּתְנַהֲלֵנִי.                            | ὅτι κραταίωμά μου καὶ καταφυγή μου εἶ σὺ καὶ ἕνεκεν τοῦ ὀνόματός σου ὁδηγήσεις με καὶ διαθρέψεις με·                                                      | quoniam fortitudo mea et refugium meum es tu; et propter nomen tuum deduces me et enutries me.                                                  | Бо ти — скеля моя й моя твердиня, і ради імени твого веди мене та керуй мною.                                                          |
| 5    | תּוֹצִיאֵנִי--מֵרֶשֶׁת זוּ, טָמְנוּ לִי: כִּי-אַתָּה, מָעוּזִּי.                                 | ἐξάξεις με ἐκ παγίδος ταύτης, ἧς ἔκρυψάν μοι, ὅτι σὺ εἶ ὁ ὑπερασπιστής μου.                                                                               | Educes me de laqueo hoc quem absconderunt mihi, quoniam tu es protector meus.                                                                   | Виведи мене з тенет, що тайно наставлено на мене, бо ти — моє пристановище.                                                            |
| 6    | בְּיָדְךָ, אַפְקִיד רוּחִי: פָּדִיתָ אוֹתִי יְהוָה--אֵל אֱמֶת.                                 | εἰς χεῖράς σου παραθήσομαι τὸ πνεῦμά μου· ἐλυτρώσω με, κύριε ὁ θεὸς τῆς ἀληθείας.                                                                         | In manus tuas commendo spiritum meum; redemisti me, Domine Deus veritatis.                                                                      | В руки твої віддаю я духа мого: ти визволив мене, Господи, вірний Боже.                                                                |
| 7    | שָׂנֵאתִי, הַשֹּׁמְרִים הַבְלֵי-שָׁוְא; וַאֲנִי, אֶל-יְהוָה בָּטָחְתִּי.                              | ἐμίσησας τοὺς διαφυλάσσοντας ματαιότητας διὰ κενῆς· ἐγὼ δὲ ἐπὶ τῷ κυρίῳ ἤλπισα.                                                                           | Odisti observantes vanitates supervacue; ego autem in Domino speravi.                                                                           | Ти ненавидиш тих, що почитають бовванів нікчемних; а я на Господа уповаю.                                                              |
| 8    | אָגִילָה וְאֶשְׂמְחָה, בְּחַסְדֶּךָ:אֲשֶׁר רָאִיתָ, אֶת-עָנְיִי; יָדַעְתָּ, בְּצָרוֹת נַפְשִׁי.                  | ἀγαλλιάσομαι καὶ εὐφρανθήσομαι ἐπὶ τῷ ἐλέει σου, ὅτι ἐπεῖδες τὴν ταπείνωσίν μου, ἔσωσας ἐκ τῶν ἀναγκῶν τὴν ψυχήν μου                                      | Exsultabo, et lætabor in misericordia tua, quoniam respexisti humilitatem meam; salvasti de necessitatibus animam meam.                         | Радітиму й буду веселитись твоїм милосердям, бо зглянувсь ти над моїм горем, знав душі моєї скорботи,                                  |
| 9    | וְלֹא הִסְגַּרְתַּנִי, בְּיַד-אוֹיֵב; הֶעֱמַדְתָּ בַמֶּרְחָב רַגְלָי.                                  | καὶ οὐ συνέκλεισάς με εἰς χεῖρας ἐχθροῦ, ἔστησας ἐν εὐρυχώρῳ τοὺς πόδας μου.                                                                              | Nec conclusisti me in manibus inimici: statuisti in loco spatioso pedes meos.                                                                   | і не віддав мене в руки супостата, поставив на широкім місці мої ноги.                                                                 |
| 10   | חָנֵּנִי יְהוָה, כִּי צַר-לִי:עָשְׁשָׁה בְכַעַס עֵינִי; נַפְשִׁי וּבִטְנִי.                           | ἐλέησόν με, κύριε, ὅτι θλίβομαι· ἐταράχθη ἐν θυμῷ ὁ ὀφθαλμός μου, ἡ ψυχή μου καὶ ἡ γαστήρ μου.                                                            | Miserere mei, Domine, quoniam tribulor; conturbatus est in ira oculus meus, anima mea, et venter meus.                                          | Змилуйсь надо мною, Господи, бо мені скрутно; з журби виснажилися в мене очі, душа моя й моє нутро.                                    |
| 11   | כִּי כָלוּ בְיָגוֹן, חַיַּי-- וּשְׁנוֹתַי בַּאֲנָחָה:כָּשַׁל בַּעֲו‍ֹנִי כֹחִי; וַעֲצָמַי עָשֵׁשׁוּ.               | ὅτι ἐξέλιπεν ἐν ὀδύνῃ ἡ ζωή μου καὶ τὰ ἔτη μου ἐν στεναγμοῖς· ἠσθένησεν ἐν πτωχείᾳ ἡ ἰσχύς μου, καὶ τὰ ὀστᾶ μου ἐταράχθησαν.                              | Quoniam defecit in dolore vita mea, et anni mei in gemitibus. Infirmata est in paupertate virtus mea, et ossa mea conturbata sunt.              | Життя моє виснажується в горі, літа мої у стогнанні. У смутку підупала моя сила, і кості мої повисихали.                               |
| 12   | מִכָּל-צֹרְרַי הָיִיתִי חֶרְפָּה, וְלִשְׁכֵנַי מְאֹד-- וּפַחַד לִמְיֻדָּעָי:רֹאַי בַּחוּץ-- נָדְדוּ מִמֶּנִּי.       | παρὰ πάντας τοὺς ἐχθρούς μου ἐγενήθην ὄνειδος καὶ τοῖς γείτοσίν μου σφόδρα καὶ φόβος τοῖς γνωστοῖς μου, οἱ θεωροῦντές με ἔξω ἔφυγον ἀπ᾽ ἐμοῦ.             | Super omnes inimicos meos factus sum opprobrium, et vicinis meis valde, et timor notis meis; qui videbant me foras fugerunt a me.               | Я став сміховиськом усім моїм противникам і ганьбою моїм сусідам, страховищем моїм знайомим; хто мене бачить надворі, втікає від мене. |
| 13   | נִשְׁכַּחְתִּי, כְּמֵת מִלֵּב; הָיִיתִי, כִּכְלִי אֹבֵד.                                         | ἐπελήσθην ὡσεὶ νεκρὸς ἀπὸ καρδίας, ἐγενήθην ὡσεὶ σκεῦος ἀπολωλός.                                                                                         | Oblivioni datus sum, tamquam mortuus a corde; factus sum tamquam vas perditum:                                                                  | Мене, немов мерця, забуто в серці; я став, немов розбитий посуд.                                                                       |
| 14   | כִּי שָׁמַעְתִּי, דִּבַּת רַבִּים-- מָגוֹר מִסָּבִיב:בְּהִוָּסְדָם יַחַד עָלַי; לָקַחַת נַפְשִׁי זָמָמוּ.           | ὅτι ἤκουσα ψόγον πολλῶν παροικούντων κυκλόθεν· ἐν τῷ ἐπισυναχθῆναι αὐτοὺς ἅμα ἐπ᾽ ἐμὲ τοῦ λαβεῖν τὴν ψυχήν μου ἐβουλεύσαντο.                              | quoniam audivi vituperationem multorum commorantium in circuitu. In eo dum convenirent simul adversum me, accipere animam meam consiliati sunt. | Бо чув я нашіптування багатьох, страхіття навколо; коли вони разом змовлялися на мене і замишляли відібрати життя в мене.              |
| 15   | וַאֲנִי, עָלֶיךָ בָטַחְתִּי יְהוָה; אָמַרְתִּי, אֱלֹהַי אָתָּה.                                   | ἐγὼ δὲ ἐπὶ σὲ ἤλπισα, κύριε· εἶπα Σὺ εἶ ὁ θεός μου. | Ego autem in te speravi, Domine; dixi: Deus meus es tu;                                                                                         | А я на тебе, Господи, вповаю; кажу: «Ти єси Бог мій!»                                                                                  |
| 16   | בְּיָדְךָ עִתֹּתָי; הַצִּילֵנִי מִיַּד-אוֹיְבַי, וּמֵרֹדְפָי.                                      | ἐν ταῖς χερσίν σου οἱ καιροί μου· ῥῦσαί με ἐκ χειρὸς ἐχθρῶν μου καὶ ἐκ τῶν καταδιωκόντων με.                                                              | in manibus tuis sortes meæ: eripe me de manu inimicorum meorum, et a persequentibus me.                                                         | В руках у тебе моя доля: вирятуй мене з руки ворогів і гнобителів моїх.                                                                |
| 17   | הָאִירָה פָנֶיךָ, עַל-עַבְדֶּךָ; הוֹשִׁיעֵנִי בְחַסְדֶּךָ.                                       | ἐπίφανον τὸ πρόσωπόν σου ἐπὶ τὸν δοῦλόν σου, σῶσόν με ἐν τῷ ἐλέει σου.                                                                                    | Illustra faciem tuam super servum tuum; salvum me fac in misericordia tua.                                                                      | Освітли світлом твого обличчя слугу твого, спаси мене в твоїм милосерді!                                                               |
| 18   | יְהוָה--אַל-אֵבוֹשָׁה, כִּי קְרָאתִיךָ; יֵבֹשׁוּ רְשָׁעִים, יִדְּמוּ לִשְׁאוֹל.                        | κύριε, μὴ καταισχυνθείην, ὅτι ἐπεκαλεσάμην σε· αἰσχυνθείησαν οἱ ἀσεβεῖς καὶ καταχθείησαν εἰς ᾅδου.                                                        | Domine, non confundar, quoniam invocavi te. Erubescant impii, et deducantur in infernum;                                                        | Господи, не дай мені осоромитись, до тебе бо взиваю; нехай грішники вкриються соромом, нехай мовчки зійдуть до Шеолу.                  |
| 19   | תֵּאָלַמְנָה, שִׂפְתֵי-שָׁקֶר: הַדֹּבְרוֹת עַל-צַדִּיק עָתָק--בְּגַאֲוָה וָבוּז.                         | ἄλαλα γενηθήτω τὰ χείλη τὰ δόλια τὰ λαλοῦντα κατὰ τοῦ δικαίου ἀνομίαν ἐν ὑπερηφανίᾳ καὶ ἐξουδενώσει.                                                      | muta fiant labia dolosa, quæ loquuntur adversus justum iniquitatem, in superbia, et in abusione.                                                | Нехай заніміють уста брехливі, що на праведного нахабно говорять.                                                                      |
| 20   | מָה רַב-טוּבְךָ, אֲשֶׁר-צָפַנְתָּ לִּירֵאֶיךָ:פָּעַלְתָּ, לַחֹסִים בָּךְ; נֶגֶד, בְּנֵי אָדָם.                 | ὡς πολὺ τὸ πλῆθος τῆς χρηστότητός σου, κύριε, ἧς ἔκρυψας τοῖς φοβουμένοις σε, ἐξειργάσω τοῖς ἐλπίζουσιν ἐπὶ σὲ ἐναντίον τῶν υἱῶν τῶν ἀνθρώπων.            | Quam magna multitudo dulcedinis tuæ, Domine, quam abscondisti timentibus te; perfecisti eis qui sperant in te in conspectu filiorum hominum!    | Яка велика, Господи, твоя доброта, що її ти зберіг тим, що тебе бояться, і чиниш тим, що до тебе прибігають, перед людськими синами!   |
| 21   | תַּסְתִּירֵם, בְּסֵתֶר פָּנֶיךָ-- מֵרֻכְסֵי-אִישׁ:תִּצְפְּנֵם בְּסֻכָּה; מֵרִיב לְשֹׁנוֹת.                     | κατακρύψεις αὐτοὺς ἐν ἀποκρύφῳ τοῦ προσώπου σου ἀπὸ ταραχῆς ἀνθρώπων, σκεπάσεις αὐτοὺς ἐν σκηνῇ ἀπὸ ἀντιλογίας γλωσσῶν.                                   | Abscondes eos in abscondito faciei tuæ a conturbatione hominum; proteges eos in tabernaculo tuo, a contradictione linguarum.                    | Ти ховаєш їх у сховку обличчя твого від заговорів людських; ти їх заховуєш у наметі від язиків сварливих.                              |
| 22   | בָּרוּךְ יְהוָה: כִּי הִפְלִיא חַסְדּוֹ לִי, בְּעִיר מָצוֹר.                                   | εὐλογητὸς κύριος, ὅτι ἐθαυμάστωσεν τὸ ἔλεος αὐτοῦ ἐν πόλει περιοχῆς.                                                                                      | Benedictus Dominus, quoniam mirificavit misericordiam suam mihi in civitate munita.                                                             | Благословен Господь, бо дивне своє милосердя явив мені в місті-твердині.                                                               |
| 23   | וַאֲנִי, אָמַרְתִּי בְחָפְזִי-- נִגְרַזְתִּי, מִנֶּגֶד עֵינֶיךָ:אָכֵן--שָׁמַעְתָּ, קוֹל תַּחֲנוּנַי; בְּשַׁוְּעִי אֵלֶיךָ. | ἐγὼ δὲ εἶπα ἐν τῇ ἐκστάσει μου ᾿Απέρριμμαι ἄρα ἀπὸ προσώπου τῶν ὀφθαλμῶν σου. διὰ τοῦτο εἰσήκουσας τῆς φωνῆς τῆς δεήσεώς μου ἐν τῷ κεκραγέναι με πρὸς σέ. | Ego autem dixi in excessu mentis meæ: Projectus sum a facie oculorum tuorum: ideo exaudisti vocem orationis meæ, dum clamarem ad te.            | Я ж у збентеженні моїм промовив: «Відтятий я з-перед твоїх очей!» Та ти почув голос мого благання, як я взивав до тебе.                |
| 24   | אֶהֱבוּ אֶת-יְהוָה, כָּל-חֲסִידָיו:אֱמוּנִים, נֹצֵר יְהוָה; וּמְשַׁלֵּם עַל-יֶתֶר, עֹשֵׂה גַאֲוָה.         | ἀγαπήσατε τὸν κύριον, πάντες οἱ ὅσιοι αὐτοῦ, ὅτι ἀληθείας ἐκζητεῖ κύριος καὶ ἀνταποδίδωσιν τοῖς περισσῶς ποιοῦσιν ὑπερηφανίαν.                            | Diligite Dominum, omnes sancti ejus, quoniam veritatem requiret Dominus, et retribuet abundanter facientibus superbiam.                         | Любіть Господа, усі його святії! Вірних стереже Господь, а гордовитим злишком відплатить.                                              |
| 25   | חִזְקוּ, וְיַאֲמֵץ לְבַבְכֶם-- כָּל-הַמְיַחֲלִים, לַיהוָה.                                    | ἀνδρίζεσθε, καὶ κραταιούσθω ἡ καρδία ὑμῶν, πάντες οἱ ἐλπίζοντες ἐπὶ κύριον.                                                                               | Viriliter agite, et confortetur cor vestrum, omnes qui speratis in Domino.]                                                                     | Сміло! І нехай ваше серце буде одважне, — ви всі, що уповаєте на Господа.                                                              |

## Літургійне використання

### Юдаїзм
- Вірш 6 є частиною вечірніх молитов Маарів. Він також належить до нічних молитов Шма.

### Католицька церква
Під час Літургії годин псалом 30 співають на повечір'ї у середу (вірші 2–6).

### Новий Завіт
- Перша частина вірша 6 процитована у Євангелії від Луки Лк. 23:46

## Використання у музиці
- Адам Рейснер: Вірші 1–6 стали основою хоралу «In dich hab ich gehoffet, Herr» (1533, EG 275)
- Генріх Ізаак: «Inclina aurem tuam» (1550)
- Орландо ді Лассо: «In te Domine speravi» (1564), «Illumina faciem tuam» (1562)
- Людовіко Балбі: «Illumina faciem tuam» (1578)
- Джованні П'єрлуїджі да Палестрина: «In te speravi» (1593)
- Ганс Лео Гасслер: «In te Domine speravi» (1598)
- Луїджі Керубіні: «Esto mihi in Deum protectorem» (вперше опублікований у 2017 році)
- Орландо ді Лассо: «In te Domine speravi» (1564), «Illumina faciem tuam» (1562)
- Алессандро Гранді: «In Te Domine speravi» (1610)
- Ян Свелінк: «In te, Domine, speravi» (1619)
- Генріх Шютц: «In te Domine speravi, SWV 66» (1625), «In te, Domine, speravi, SWV 259» (1629)
- Джованні Роветта: «In te Domine speravi» (1641)
- Йоганн Розенмюллер: «In te Domine speravi» (1648)
- Джон Велдон: «In Thee O Lord» (1768)
- Джон Вол Колкотт: «Defend me, Lord, from shame» (1791)
- Йозеф Гайдн: «Blest be the name of Jacob's God» (1794)
- Фелікс Мендельсон поклав на музику англійський текст псалому, використовуючи Біблію короля Якова: «Defend me Lord from shame (Psalm 31) MWV B 32» (1840)
- Артур Салліван: «O love the Lord» (1864)